# Agabus alexandrae
Agabus alexandrae là một loài bọ cánh cứng trong họ Bọ nước. Loài này được Ribera, Hernando & Aguilera miêu tả khoa học năm 2001.